# Iksion (mitologija)
Iksion (grč. Ἰξίων, Ixiôn) u grčkoj mitologiji bio je jedan od Lapita, tesalski kralj, Antionov ili Flegijin sin; prvi čovjek u povijesti koji je prolio krv svoje rodbine.

## Mitologija
Iksion je oženio Diju, Dionejevu kćer, te je obećao njezinu ocu vrijedan dar. No, nije mu platio te je Dionej ukrao neke njegove konje kao nadoknadu. Iksion je prikrio svoju srdžbu te ga je pozvao na gozbu u Larisi. Kad je njegov punac stigao, bacio ga je u krevet s gorućim ugljenom i drvom. Susjedni su prinčevi bili uvrijeđeni njegovim postupkom te su odbili izvršiti rituale pročišćavanja, pa je Iksion živio kao odmetnik.
No, Zeus se sažalio nad Iksionom te ga je doveo na Olimp. Umjesto da bude zahvalan, poželio je Heru, Zeusovu ženu. Zeus je doznao za njegove namjere i napravio oblak u Herinu obličju te je prevario Iksiona koji je vodio ljubav s "Herom". Prema jednoj inačici mita, od tog su čina nastali Kentauri (Iksionide).
Iksion je potom bačen s Olimpa Zeusovom munjom. Kažnjen je tako što treba razapet provesti vječnost vrteći se na zapaljenu kolutu u Tartaru.

## Vanjske poveznice
- Iksion u grčkoj mitologiji (engl.)